# Paweł Janczaruk
Paweł Janczaruk (ur. 10 października 1964 r. w Chobienicach) – polski artysta fotograf, członek Związku Polskich Artystów Fotografików. Członek rzeczywisty Fotoklubu Rzeczypospolitej Polskiej. Mieszka w Zielonej Górze.

## Działalność
Współzałożyciel działającego w latach 1982–1994 Młodzieżowego Laboratorium Fotograficznego.
Od 1982 roku członek Lubuskiego Towarzystwa Fotograficznego. Pełnione funkcje: skarbnik, wiceprezes, członek zarządu, obecnie wiceprezes. W latach 1987–1994 współorganizator Warsztatów Fotograficznych w Broniszowie. W latach 1989–1991 prowadzący Amatorski Klub Fotografii Artystycznej, oraz galerię fotografii AKFA. W latach 1993–2000 współprowadzący galerię fotografii „Pod Kaczką”. W latach 1995–2009 organizator Ogólnopolskich Warsztatów Fotograficznych w Broniszowie. Współzałożyciel działającej w latach 1995 - 1997 grupy RAF. W latach 1997–1998 prowadzący galerię fotografii „Ostatni seans”. W latach 1998–2003 członek Grupy Inicjatyw Fotograficznych. W latach 1999–2001 współprowadzący galerię fotografii „Projekt” w Muzeum Ziemi Lubuskiej. W 1999 roku otrzymał tytuł Artysty Fotoklubu Rzeczypospolitej Polskiej. W latach 2000–2003 współprowadzący galerię fotografii w Regionalnym Centrum Animacji Kultury w Zielonej Górze. W latach 2003–2009 współprowadzący galerię fotografii „Projekt” w Urzędzie Miejskim. W 2003 roku współprowadził galerię fotografii „Lapidarium” we Wschowie. Od 2003 roku członek Związku Polskich Artystów Fotografików. Od 2004 roku członek Rady Artystycznej „Galerii Jednego Dnia”. W 2005 roku otrzymał Dyplom Kwalifikacji Zawodowych FRP. Od 2005 roku członek Grupy Trzymającej OFFO. W latach 2009–2010 współorganizator Foto Daya w Zielonej Górze. Od 2009 roku członek Rady Programowej Broniszowskich Salonów Zaproszonych w Broniszowie.

## Twórczość
Uczestnik ponad 430 wystaw zbiorowych, otrzymał 75 nagród. Autor 32 wystaw indywidualnych, oraz 14 współautorskich /wraz z Barbarą Panek-Sarnowską/. Prace prezentował w Czechosłowacji, ZSRR, Węgrzech, Francji, Niemczech, Australii, Szwecji, Szwajcarii, Czechach i Belgii. Prace w kolekcjach prywatnych w Polsce, Francji, Holandii, Niemczech i Czechach. Juror konkursów fotograficznych w Polsce i Niemczech. Autor mini - albumu „Puchełki - kiedy życie było piękne - łomografie z puchełkami”, „Jest taki samotny dwór” oraz współautor /z Barbarą Panek-Sarnowską/ mini - albumów „Gdzie przydrożny Chrystus stał” i „Zielona Góra - cztery odsłony”. Autor książek o fotografii i technikach fotograficznych.

## Odznaczenia
- Brązowa Odznaka Federacji Amatorskich Stowarzyszeń Fotograficznych w Polsce
- Złota Odznaka Lubuskiego Towarzystwa Kultury
- Srebrny Medal „Zasłużony dla Fotografii Polskiej”[16]

Źródło

## Wystawy indywidualne
- "Moje miasto" (Zielona Góra 1990)
- "Jarocin" (Zielona Góra 1993, Małyszyn 1993, Gorzów Wielkopolski 1993, Lubsko 1995)
- "Urodzony dziesiątego Października" (Zielona Góra 1994)
- "Izrael" (Zielona Góra 1995, Szprotawa 1996, Lubsko 1996, Wolsztyn 1996, Broniszów 1997)
- "Zamówione twarze" (Zielona Góra 1996, Szprotawa 1997)
- "Druga strona tęczy" (Zielona Góra 1996, Zielona Góra 1997, Zielona Góra 1998, Wschowa 1999, Przytok 2000, Berlin /Niemcy/ 2001)
- "Ona, on, oni" (Zielona Góra 1998, Broniszów 1998)
- "Przystanek Woodstock" (Żary 1998, Żary 1999)
- "Oni, ona, on" (Zielona Góra 1999)
- "Ślady" (Zielona Góra 1999, Broniszów 2000)
- "On, oni, ona" (Broniszów 2000)
- "Ona, oni, on" (Broniszów 2001)
- "Ślady poszukiwane" (Broniszów 2001)
- "Adagio dla K." 9Zielona Góra 2001)
- "Notatnik dla..." (Jastrzębie Zdrój 2002, Łaziska 2002, Mikołów 2002, Pawłowice 2003)
- "Fotografia" (Jelenia Góra 2002)
- "Zielone wzgórze" (Zielona Góra 2003, Szprotawa 2005, Zielona Góra 2006, Rybnik 2009)
- "Wystawy nie będzie" (Wschowa 2003)
- "Fotografia światła" (Jönköping /Szwecja/ 2003)
- "Kartki z kalendzrza" (Łaziska 2004, Katowice 2004, Olza 2004, Zielona Góra 2005)
- "Jest taki samotny dwór" (Eisenhuttenstadt /Niemcy/ 2004, Gliwice 2004, Katowice 2004, Jastrzębie Zdrój 2005, Zielona Góra 2005, Rybnik 2005)
- "Za grosze" (Zielona Góra 2004)[17]
- "Poszukiwanie Alabamy" (Zielona Góra 2004, Łaziska 2005, Rybnik 2009, Katowice 2010)
- "Tryptyk śląski" (Zielona Góra 2005, Rybnik 2005, Nowa Sól 2006)
- "Południk 14o 40’" (Eisenhuttenstadt /Niemcy/ 2005, Katowice 2005, Zielona Góra 2006)
- "Domek fotografa" (Zielona Góra 2006, Chwałowice 2007, Gołkowice 2008)
- "Nie tylko puchełki" (Jastrzębie Zdrój 2007, Żory 2007, Gołkowice 2007, Wodzisław Śląski 2007, Mszana 2008)
- "Ślad Słońca" (Jelenia Góra 2007, Szprotawa 2007, Rybnik 2007, Szczecin 2008)
- "Puchełki" (Jastrzębie Zdrój 2007, Rybnik 2007, Wodzisław Śląski 2008, Katowice 2008)
- "Zielona Góra – Antrakotypia" (Radlin 2007, Ostrava /Czechy/ 2008)
- "Karkonosze ½" (Żory 2007, Nowa Sól 2008)
- "Kalendarz Zofii" (Zielona Góra 2008, Gubin 2008, Broniszów 2009, Jastrzębie Zdrój 2009, Chwałowice 2009)

Źródło:

## Wystawy zbiorowe
- "A mama boi się żab" (Zielona Góra 1990, Szprotawa 1992, Lubsko 1995)
- "¾" (Zielona Góra 1992, Szprotawa 1994, Zielona Góra 1994, Jastrzębie Zdrój 1996
- "To my ziemi naszej sól" (Zielona Góra 1993, Małyszyn 1993, Nowa Sól 1993, Szprotawa 1994, Łęknica 1994)
- "Misteria (Zielona Góra 1994)
- "Flota zjednoczonych sił" (Łęknica 1994, Tuplice 1994)
- "Nasze wędrowanie" (Zielona Góra 1994, Małyszyn 1995, Drezdenko 1995, Żagań 1995, Lubsko 1997, Broniszów 1997)
- "Nas dwoje" (Zielona Góra 1995, Jagniątków 1995, Broniszów 1996, Zakopane 1996)
- "24 wariacje na temat piersi" (Zielona Góra 1996, Lubsko 1997)
- "Miejsce zmagań" (Zielona Góra 1996)
- "Zielona Góra - cztery odsłony (Zielona Góra 1996, Jastrzębie Zdrój 2001, Katowice 2002)
- "Garść kamieni" (Zielona Góra 1997)
- "Gdzie przydrożny Chrystus stał" (Zielona Góra 1998)
- "Deo optimo maximo" (Zielona Góra 1999. Jastrzębie Zdrój 2000, Mysłowice 2000, Katowice 2000, Rybnik 2001, Łaziska 2001)
- "Karkonosze" (Jelenia Góra 2007, Zielona Góra 2009, Rybnik 2009)
- "Motocentaury" (Zielona Góra 1995, Małyszyn 1995, Broniszów 1996, Szprotawa 1996, Wolsztyn 1997)

Źródło: